# Plethron
 (avril 2017).
Si vous disposez d'ouvrages ou d'articles de référence ou si vous connaissez des sites web de qualité traitant du thème abordé ici, merci de compléter l'article en donnant les références utiles à sa vérifiabilité et en les liant à la section « Notes et références ».
Plethron (πλέθρον) ou « plèthre » est une mesure utilisée dans l'Antiquité, égale à 100 pieds grecs (pous / ποῦς). Il faisait à peu près la largeur d'une piste d'athlétisme, il était également utilisé comme la largeur et la longueur standard d'un carré de lutte.

## Description
Un plethron est donné par Libanios dans Oratio Chapitre 10 comme la taille de l'aire de combat dans la lutte.
Bien que la mesure standard pour un plethron peut varier d'une polis à une autre, il correspondait normalement à la longueur d'environ 30 mètres.
Le plethron continuait à être utilisé dans l'Empire byzantin et correspondait à 40 pas.

## Unité dérivée
Un plethron carré, équivalant à un stremma, est donc un carré d'environ 30 mètres sur 30, soit environ 9 ares (900 mètres carrés).